# Tilloy-lez-Marchiennes
Tilloy-lez-Marchiennes is een gemeente in het Franse Noorderdepartement. De gemeente heeft een totale oppervlakte van 5,50 km² en telde 405 inwoners op 1 januari 1999.

## Bezienswaardigheden
Tilloy-les-Marchiennes heeft geen kerk, maar een kapel.
- De Onze-Lieve-Vrouwekapel (Chapelle Notre-Dame). Deze was gesticht door de Abdij van Anchin maar verwoest door de Duitsers in 1918. In 1927 kwam een nieuwe kapel gereed. Deze eenvoudige kapel bezit een baldakijn boven het altaar dat uit de 18e eeuw stamt en vermoedelijk van de voorgaande kapel afkomstig is.

## Natuur en landschap
Ten westen van het dorp ligt het Forêt Domaniale de Marchiennes, een uitgestrekt bosgebied. De hoogte aan de kapel bedraagt 19 meter.

## Demografie
Onderstaande figuur toont het verloop van het inwonertal (bron: INSEE-tellingen).

## Sport
In de gemeente ligt een deel van de secteur pavé de Tilloy-lez-Marchiennes à Sars-et-Rosières, een kasseistrook die meermaals werd opgenomen in het parcours van de wielerklassieker Parijs-Roubaix. Ook een deel van de kasseistrook van Warlaing naar Brillon loopt door Tilloy.

## Terzijde
De roman Slagschaduw (2007) van David van Reybrouck speelt zich voor een deel af in Tilloy-lez-Marchiennes.

## Nabijgelegen kernen
Brillon, Sars-et-Rosières, Warlaing, Marchiennes